# 주벤에샤마리
천칭자리 베타(β Librae)는 황도 12궁 중 일곱 번째 자리로 처녀자리와 전갈자리 사이에 위치한 천칭자리에서 두 번째로 밝은 2.6등성의 별이다. 거리 160광년이고, 다른 말로 주벤에샤마리(Zubeneschamali)라고 불린다. 이 명칭의 어원은 아랍어로 '북쪽 집게'를 뜻하는 아랍어: الزبن الشمالية 알-주반 알-샤마리야[*]으로, 원래 천칭자리가 전갈자리의 집게부분이었음을 나타내고 있다.
이전에 이 별은 초록색을 띠는 별로 알려져있으나 실제로는 그렇지 않다. 별의 복사곡선은 플랑크 곡선과 거의 정확히 일치한다. 즉 별에서 방출되는 가시광선들의 혼합색은 항상 백색에 가까운 색이어야한다는 것이다. 빈의 법칙으로부터 알 수 있는 최대복사파장은 녹색 파장에서 가장 강하면 백색으로 보인다. 1만 켈빈 이상 뜨거운 별들은 이 최대복사파장이 자외선 영역에 걸쳐있기 때문에 청색으로 보인다. 이러한 이유로 청색 별로 불리게 되는 것이다.

## 같이 보기
- 천칭자리의 항성 목록
- 주벤엘게누비